# Ibrahim Dakkak
Ibrahim Dakkak (Jerusalém, 1929 - 2016) foi um engenheiro civil e ativista palestiniano

## Primeiros anos
Dakkak completou a sua educação secundária na Palestina e graduou-se na Universidade Americana do Cairo em Ciências e Matemáticas em 1947.
Após licenciar-se no Egito, trabalhou como professor no Cuaite, onde entrou em contacto com um importante número de ativistas políticos. Em 1959, deslocou-se para a Universidade de Istambul com o objetivo de estudar engenharia civil. Como engenheiro, supervisionou a construção do colégio feminino Tira na cidade de Ramala e a da escola Shobak na Jordânia, sendo depois encarregado pela reconstrução da Mesquita de Alacça, após o seu incêndio em 1969.

## Ativismo político
Após a ocupação da Palestina por Israel em 1967, Dakkak participou na fundação da Frente de Libertação Nacional da Palestina (FLNP), organização ativa até 1972. Além disso, trabalhou como secretário do Comité Diretivo Nacional Palestiniano nos territórios ocupados, que concitou os apoios de uma maioria de palestinianos após os Acordos de Camp David entre Israel e o Egito.
Ademais, como um dos líderes do movimento palestiniano, contribuiu para a formação de numerosos quadros e organizações civis palestinianas como o Alto Conselho de Educação ou o Fórum de Pensamento Árabe, que ele próprio presidiu entre 1978 e 1992.
Em 2002, participou na fundação da Iniciativa Nacional Palestina, junto com Mustafa Barghouti e Haidar Abdel-Shafi.